# Campionato italiano di hockey su ghiaccio 1958-1959
Il  campionato italiano di hockey su ghiaccio 1958-59 fu la 25ª edizione del campionato nazionale.

## Serie A
L'avvio è abbastanza travagliato a causa della grave situazione finanziaria in cui si trovano i club.

### Formazioni
Mentre le due società bolzanine (HC Bolzano e Scoiattoli Bolzano) uniscono le forze dando vita all'OZO Bolzano, l'Auronzo, per poter continuare la propria attività, deve abbinare il proprio nome alla Thermomatic. Per mancanza di fondi l'Ortisei rinuncia alla massima serie dopo essersi rivolta al Comune e all'Azienda di Soggiorno per ottenere un finanziamento ed acquistare due oriundi, dopo i rifiuti di alcuni giocatori italiani di far parte della rosa e dal trasferimento di Edmondo Rabanser ai Diavoli Milano, città nella quale il giocatore svolge la leva militare. Infine, i campioni in carica del Milan Inter cambiano nome appunto in Diavoli Milano.
Risultano quindi iscritte al torneo solo 4 compagini: Diavoli Milano, OZO Bolzano, Auronzo e Cortina.

### Formula
Non potendo aumentare il numero di squadre iscritte e non riuscendo ad organizzare un Campionato con il format degli anni precedenti, la Federazione decide di far disputare, in via sperimentale, un torneo con doppia andata e ritorno con il vantaggio di aumentare le partite di ogni squadra dando la possibilità di maggiori incassi. Formula che si rivelerà vincente, in quanto l'interesse per l'hockey su ghiaccio, a fine stagione, risulterà essere cresciuto.

Non vi saranno retrocessioni nella serie cadetta.

### Classifica Finale
Il Cortina, quasi imbattibile, chiude la stagione conquistando 22 punti su 24 a disposizione. L'Auronzo chiude la classifica con un solo punto.
 La Sportivi Ghiaccio Cortina vince il suo terzo scudetto.

Formazione Campione d'Italia: Portieri: Vittorio De Nadal e Paolo De Zanna - Difensori: Carmine Tucci - Giuseppe Zandegiacomo - Gianfranco Da Rin - Giulio Verocai - Attaccanti: Bruno Frison - Wilfred "Nebby" Thrasher - Alberto Da Rin - Giulio Oberhammer - Enrico Benedetti - Paolo Gaspari - Ivo Ghezze.

### Classifica marcatori
| Squadra        | Giocatore        | Punti | Gol | Assist |
| OZO Bolzano    | Gerald Hudson    | 31    | 19  | 12     |
| OZO Bolzano    | Bernardo Tomei   | 27    | 16  | 11     |
| Diavoli Milano | Ernesto Crotti   | 21    | 11  | 10     |
| Cortina        | Wilfred Thrasher | 21    | 10  | 11     |
| Cortina        | Bruno Frison     | 18    | 10  | 8      |